# فلسفه هندی
فلسفۀ هندی به سنت‌های فلسفی شبه‌قاره هند گفته می‌شود. هند یک دستگاه فلسفی سنتی غنی و گوناگون دارد که ترکیبی از اوپانیشاد در دوره ودایی هست. مطابق نظریات ساروپالی رادهاکرشنن ترکیب فلسفی در جهان هستند.
مکاتب اصلی فلسفی هند عمدتاً بین ۵۰۰ سال قبل از میلاد مسیح و قرون پایانی عصر مشترک رسمیت یافتند و به رسمیت شناخته شدند. برخی از مکاتب مانند جینیسم، بودیسم، یوگا، شیواییسم و ودانتا باقی ماندند، اما برخی دیگر مانند آجنا، چارواکا و آجیویکا به فراموشی سپرده شدند.

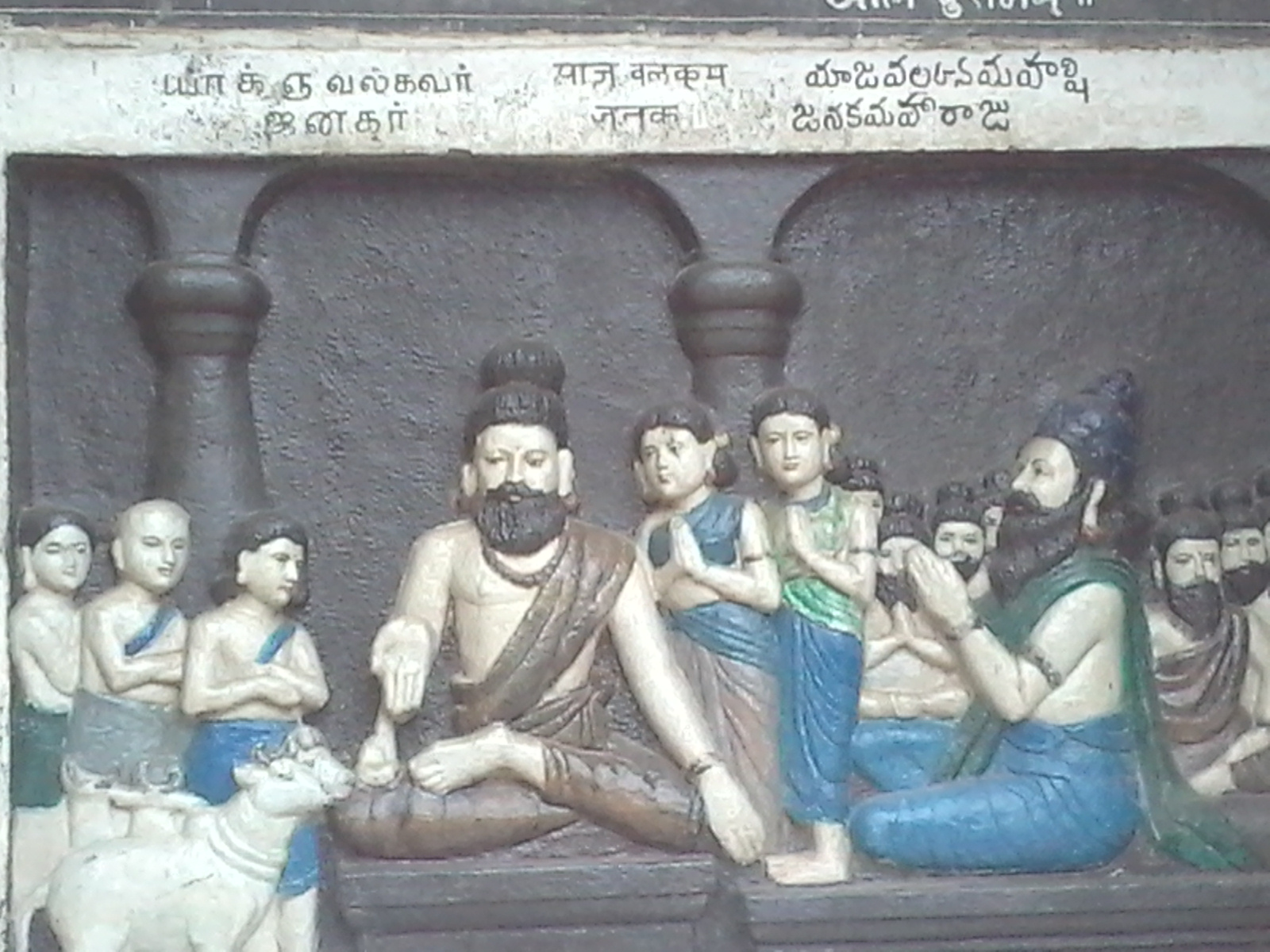
یاجناوالکیا (حدود قرن هشتم پیش از میلاد)، حکیم مهم ودایی مرتبط با اندیشه اوپانیشاد‌های اولیه

متون دوران باستان و پس از آن (قرون وسطی) فلسفه‌های هندی شامل بحث‌های گسترده‌ای در مورد هستی‌شناسی (مابعدالطبیعه، برهمن-آتمن، سونیاتا-آناتا)، ابزار معرفتی قابل اعتماد (معرفت‌شناسی، پراماناس)، نظام ارزشی (ارزش‌شناسی) و موضوعات دیگر است.

## جریانات فلسفی
یکی از طبقه‌بندی‌های مرسوم در سنت هندو، بدین صورت است که مکتب‌های فلسفی آستیکه و ناستیکه را بسته به یکی از سه معیار زیر تقسیم‌بندی می‌کنند:
1. اینکه آیا وداها را منبع معتبری از دانش می‌داند یا خیر.
2. آیا مدرسه به مقدمات برهمن و آتمن اعتقاد دارد یا خیر.
3. اینکه آیا مکتب به زندگی پس از مرگ و دوا اعتقاد دارد یا خیر.[۵][۶][۷]

آن گروه که وداها (متون مقدس هند باستان) را به عنوان متون اصلی دینی خود می‌پذیرد، صاحب‌اختیاری برهمن‌ها (روحانیون هندو) را قبول دارد، و قبول دارد که جامعه از چهار طبقه سنتی تشکیل شده، آستیکه نامیده می‌شود. گروهی که این امور را نمی‌پذیرد ناستیکه نامیده می‌شود. بر این اساس، گروه وداباور عبارتند از:
- سامخیا: مکتب خردگرا
- یوگا
- نیایا: مکتب منطق
- ویشه‌شیکا: مکتب ذره‌باور
- میمامسا: مکتب تفسیر ودایی، مکتب مراسم
- ودانتا: مکتب سنن اوپانیشاد
- شیواپرستی
- تانترا: مکتب مرموزگرا

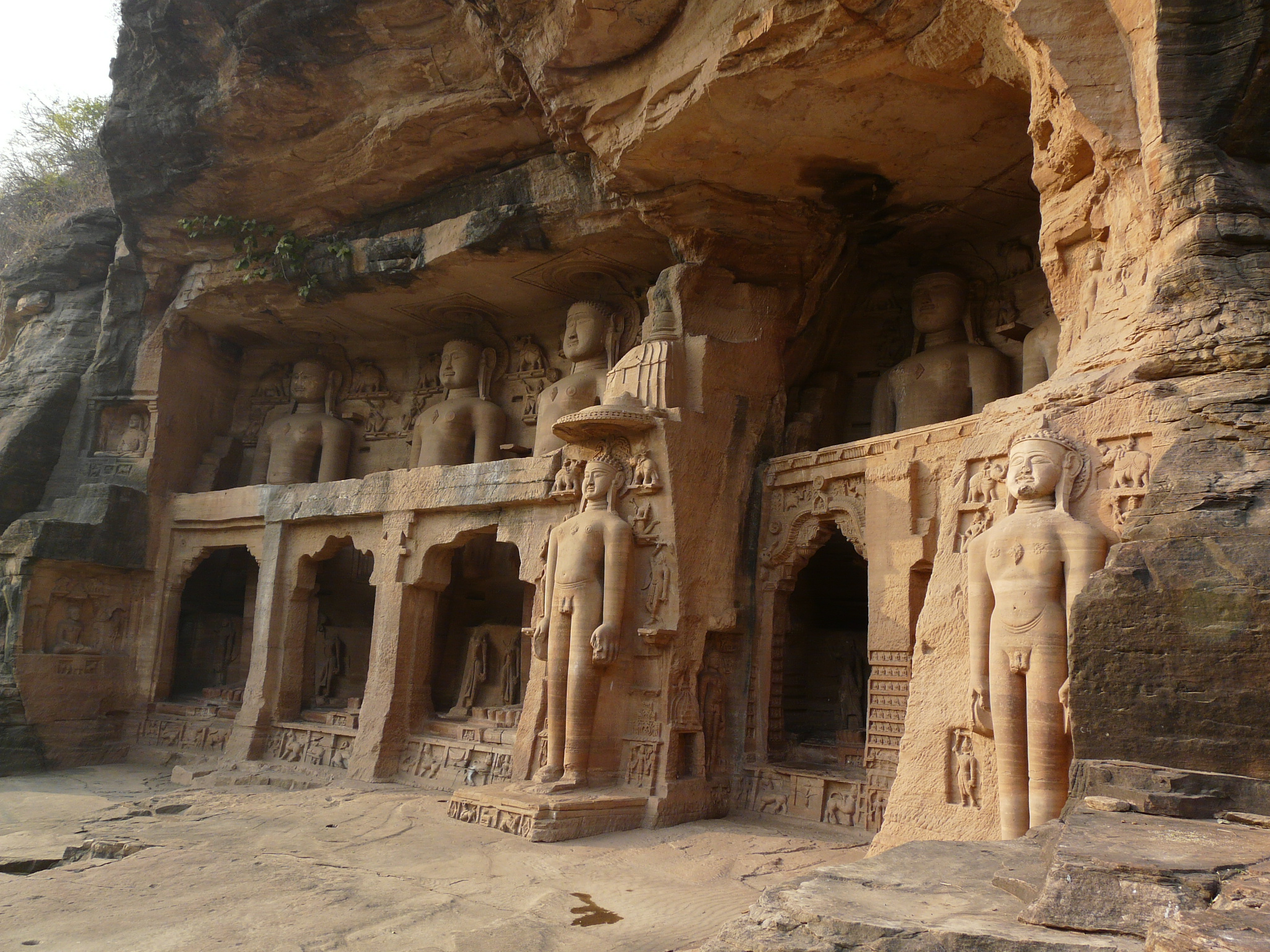
فلسفه جین توسط تیرتانکاراس، به ویژه پرشواناتا (حدود ۸۷۲ - حدود ۷۷۲ ق. م) و ماهاویرا (حدود ۵۴۹ تا ۴۷۷ ق)

از میان موارد بالا شش مکتب، اصلی‌ترین مکاتب فلسفه ودایی هستند: نیایا، وایشیکا، سامخیا، یوگا، میماسسا و ودانتا. گروه وداناباور نیز عبارتند از:
- چارواکا: مکتب مادی‌گرا
- آجیویکه: مکتب صوفی‌مآب
- آجنا:
- بوداگرایی (دین)
- جین‌باوری (دین)

روش‌های دیگری برای طبقه‌بندی وجود دارد. برای مثال ویدیارانیا شانزده مکتب فلسفی هندی را با گنجاندن مکتب‌هایی که به سنت‌های شیوا و راسه‌وارا تعلق دارند، شناسایی می‌کند.

## اعتقادات یکسان
فلسفه‌های هندی مفاهیم بسیاری مانند دارما، کارما، تناسخ، سامسارا، دوخا، انصراف، مراقبه (مدیتیشن) را به اشتراک می‌گذارند که تقریباً همه آنها بر هدف نهایی رهایی فرد از دوخا و سامسارا از طریق طیف متنوعی از اعمال معنوی (موکشا، نیروانا) تمرکز دارند) آنها در مفروضات خود در مورد ماهیت هستی و نیز ویژگی‌های مسیر رهایی در نهایت مختلف القول هستند و در نتیجه مکاتب متعددی با یکدیگر اختلاف نظر دارند. آموزه‌های باستانی آنها طیف متنوعی از فلسفه‌های موجود در سایر فرهنگ‌های باستانی را در بر می‌گیرد.

## مکاتب ارتدکس
بسیاری از سنت‌های فکری هندو در طول دوره قرون وسطای مکتب برهمانی-سانسکریتی، در فهرستی استاندارد از شش مکتب ارتدکس - (آستیکا) (دارشانا)، «شش فلسفه» (ṣaḍ-darśana)- طبقه‌بندی شده‌اند که همگی متون ودایی را می‌پذیرند. این «شش فلسفه» (ṣaḍ-darśana) عبارتند از:
- سامخیا، سنت فلسفی که جهان را متشکل از دو واقعیت مستقل می‌پندارد: پوروشا (آگاهی ادراک کننده) و پراکشتی (واقعیت ادراک شده شامل: ذهن، ادراک، کلشا و ماده) و سوتریولوژی مبتنی بر این دوگانگی را توصیف می‌کند. پوروشا از ناخالصی‌های پراکشتی تشخیص داده و سپس جدا می‌شود. این مکتب شامل نویسندگان ملحد و همچنین برخی از متفکران خداباور بوده و اساس بسیاری از فلسفه‌های بعدی هند را تشکیل می‌دهد.
- یوگا، مکتبی شبیه به سامخیا (یا شاید حتی شاخه ای از آن) است که خدای شخصی را می‌پذیرد و بر تمرین یوگا تمرکز دارد.
- نیایا، فلسفه ای که بر منطق و معرفت‌شناسی تمرکز دارد. شش نوع پرامانا (ضمانت معرفتی) را می‌پذیرد: (۱) ادراک، (۲) استنتاج، (۳) مقایسه و قیاس، (۴) فرض، اشتقاق از شرایط، (۵) عدم ادراک، اثبات سلبی/شناختی و (۶) قول، شهادت کارشناسان معتبر گذشته یا حال. درواقع نیایا از نوعی رئالیسم مستقیم و نظریه جوهرها (دراویا) دفاع می‌کند.
- ویشه‌شیکا که ارتباط نزدیکی با مکتب نیایا دارد، این سنت بر متافیزیک جوهر و دفاع از نظریه اتم‌ها متمرکز بود. بر خلاف نیایا، آنها فقط دو پرمانا را می‌پذیرند: ادراک و استنباط.
- پوروا-میمامسا، مکتبی که بر تفسیر وداها، زبان‌شناسی و تفسیر آیین ودایی تمرکز دارد.
- ودانتا (همچنین اوتارا میماسا نیز نامیده می‌شود)، بر تفسیر فلسفه اوپانیشادها، به ویژه ایده‌های سوتریولوژیکی و متافیزیکی مربوط به آتمن و برهمن تمرکز دارد.

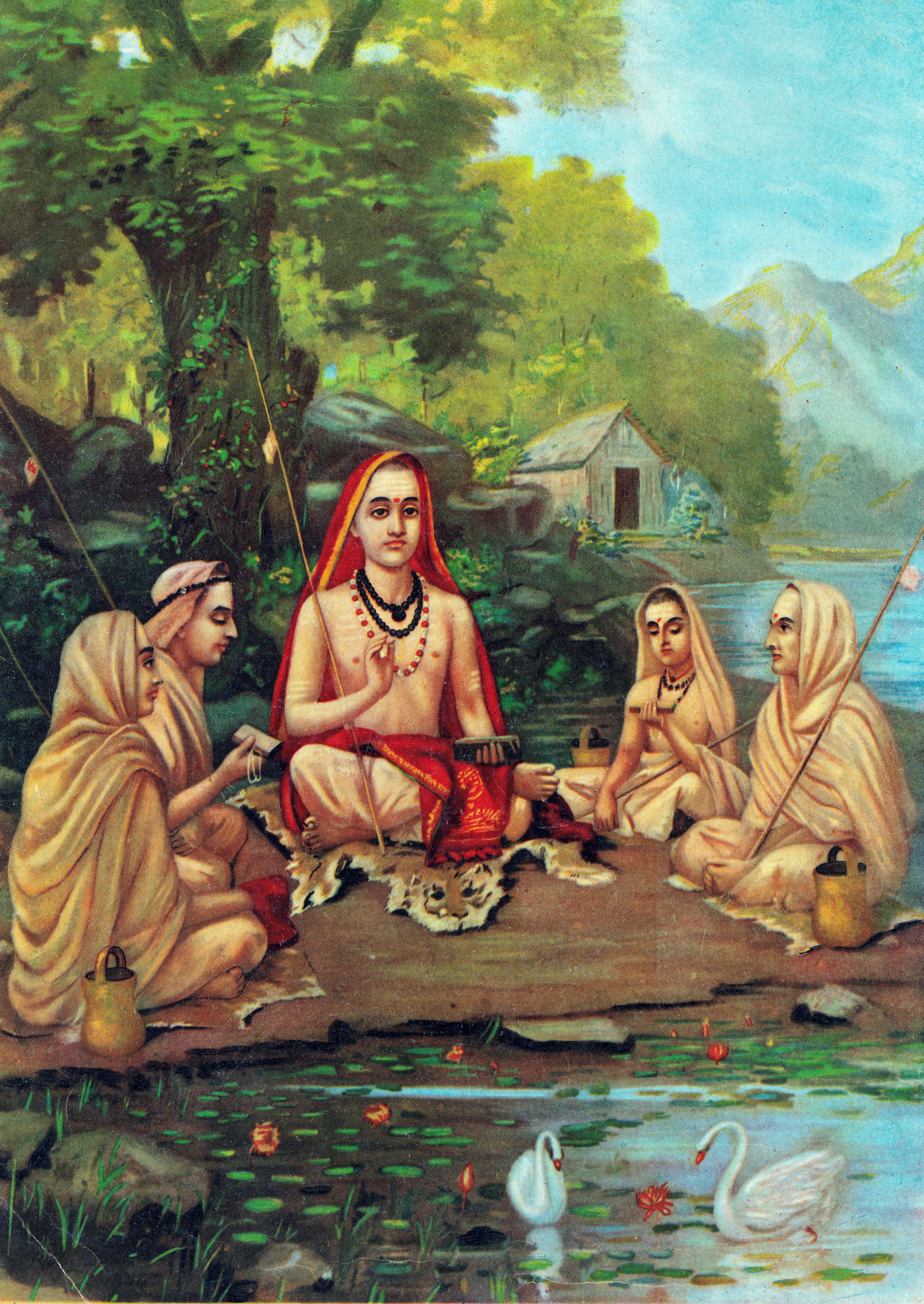
فلسفه هندو دارای سنت‌های گوناگون و قدیسان و دانشمندان متعددی است، مانند آدی شانکارا از مکتب آدوایتا ودانتا.

گاهی اوقات این گروه‌ها به دلایل تاریخی و مفهومی-اعتقادی اغلب در سه گروه تلفیق می‌شوند:سامخا-یوگا (Sāṃkhya-Yoga)، نیایا-ویشهشیکا (Nyaya-Vaiśeṣika) و میماسا-ودانتا (Mīmāṃsā-Vdanta). هر یک از این شش مکتب اصلی، خود ممکن است فرعیاتی نیز داشته باشند؛ برای مثال ودانته‌ها به شاخه‌های زیر تقسیم می‌گردند:
1. ودانتا ادویته (Advaita): غیر ثنویت،
2. ویشیشت ادوایته (Visishtadvaita): غیر دوگانه‌گرایی واجد شرایط،
3. دوایته (Dvaita): دوگانه‌گرایی،
4. دوایته دوایته (Dvaitadvaita): غیر دوگانه‌گرایی دوگانه،
5. سودها دوایته (Suddhadvaita):
6. آچینتیا بهدا آبهدا (Achintya Bheda Abheda): وحدت و تفاوت غیرقابل تصور.

### دیگر مکاتب ارتدکس
علاوه بر این مکاتب، مادهاوا ویدیارانیا شامل فلسفه‌های خداباوری فوق‌الذکر مبتنی بر آگاما و تانترا نیز می‌شود:[۵]
- پسوپاتا: مکتب شیویسم اثر ناکولیسا
- سایوا: مکتب خداباورانه سانکیا
- پراتیابهیژنا (Pratyabhijña): مکتب شناختی
- روزوارا (Raseśvara): مکتب جیوهیان
- پانینی دارشانا (Pāṇini Darśana): مکتب دستور زبان (که نظریه اسفوتا را روشن می‌کند)

نظام‌های ذکر شده در اینجا تنها نظام‌های ارتدوکس نیستند، بلکه اصلی‌ترین آنها هستند و مکاتب ارتدکس دیگری نیز وجود دارند. این نظام‌ها، مرجعیت وداها را می‌پذیرند و به عنوان مکاتب ارتدکس (آستیکا) فلسفه هندو به‌شمار می‌روند. علاوه بر اینها، مکاتبی که حقانیت وداها را نمی‌پذیرند، نظام‌های هترودوکسی (ناستیکا) مانند بودیسم، جینیسم، آجیویکا و چاروکا هستند. این اصطلاحات ارتدوکس-هترودوکس برگرفته از زبان‌های غربی است و فاقد ریشه‌های علمی در سانسکریت است. به گفته اندرو نیکلسون، ترجمه‌های بدعت‌شناختی مختلفی از استیکا و ناستیکا در ادبیات قرن بیستم دربارهٔ فلسفه‌های هندی وجود داشته‌است، اما بسیاری از آنها پیچیده و ناقص هستند. چارواکا یک مکتب فکری مادی و الحادی است و به عنوان شاهدی بر حرکت مادی در هندوئیسم قابل توجه است.

## مکاتب هترودوکسی
چندین جنبش شرامانی قبل از قرن ششم قبل از میلاد وجود داشته‌است، و این جنبش‌ها بر سنت‌های آستیکا و ناستیکا در فلسفه هند تأثیر گذاشتند. جنبش شرامانا طیف متنوعی از باورهای هترودوکسی را به وجود آورد، از پذیرش یا انکار مفهوم روح، اتمیسم، اخلاق ضدنومی، ماتریالیسم، الحاد، اگنوستیک، جبرگرایی تا اراده آزاد، آرمان‌گرایی از زهد افراطی تا زندگی خانوادگی، آهیمسا سختگیرانه. (عدم خشونت) و گیاهخواری به جواز خشونت و گوشت‌خواری. فلسفه‌های قابل توجهی که از جنبش شرامان برخاسته‌اند عبارتند از: جینیسم، بودیسم اولیه، چارواکا، آجنا و آجیویکا.

### مکتب آجنا
آجنا یکی از مکاتب ناستیکا یا «هترودوکس» در فلسفه هند باستان و مکتب باستانی شکاکیت رادیکال هندی بود. این یک جنبش شرامانا و رقیب اصلی بودیسم اولیه و جینیسم بود. آنها در متون بودایی و جین ثبت شده‌اند. آنها معتقد بودند که دستیابی به دانش ماهیت متافیزیکی یا تعیین ارزش صدق گزاره‌های فلسفی غیرممکن است. و حتی اگر علم ممکن بود، برای رستگاری نهایی بی فایده و زیانبار بود. آنها سوفسطائیان بودند که بدون تبلیغ هیچ دکترین مثبتی در ردّیه تخصص داشتند.
به عبارت دیگر جنانا، (سنسکریت: 'دانش') در فلسفه هندو، کلمه ای با طیف وسیعی از معانی متمرکز بر یک رویداد شناختی که ثابت می‌شود اشتباه نیست. در قلمرو دینی، به‌ویژه به نوعی از دانش اشاره می‌کند که تجربه‌ای کلی از موضوع آن، به‌ویژه وجود یا واقعیت برتر است. تجربه شناختی شیء برتر، روح را از زندگی انتقالی و قطبیت‌هایی که این امر بر اندیشه تحمیل می‌کند، رها می‌کند. نقطه مقابل آن، آجنا (که آویدیا نیز نامیده می‌شود)، درک نادرست از واقعیت است که روح را از رسیدن به رهایی بازمی‌دارد. این نوعی دانش اشتباه است که تا آنجا که به واقعیت‌های جهان کنونی مربوط می‌شود، از اعتبار زیادی برخوردار است، اما حقیقت یک واقعیت خارج از آن را پنهان می‌کند. در باگاوادگیتا، جنانا یوگا ('انضباط دانش') به عنوان یکی از سه راه تکمیلی برای تحقق دینی شناخته می‌شود. این بر تشخیص تمایز بین خود ماندگار و تجسم‌های گذرا آن متمرکز است، شناختی که اساساً با حضور کریشنا الهی تسهیل می‌شود، کسی که معرفت مخاطب شک‌دار و فداکار نهایی خود، آرجونا را تغییر می‌دهد.

### مکتب چارواکه
چارواکا (به سانسکریت: चार्वाक؛ Cārvāka)، همچنین به عنوان لوکایاتا (Lokāyata) شناخته می‌شود، یک مکتب باستانی ماتریالیسم هندی است. چارواکا ادراک مستقیم، تجربه گرایی و استنتاج مشروط را به عنوان منابع مناسب معرفت می‌داند، شک و تردید فلسفی را پذیرفته و تشریفات و فراطبیعت گرایی را رد می‌کند.این یک سیستم اعتقادی رایج در هند باستان بود.
بریهاسپاتی به‌طور سنتی به عنوان بنیانگذار فلسفه چارواکا یا لوکایتا شناخته می‌شود، اگرچه برخی از محققان با این دیدگاه مخالفند. در طول دوره اصلاحات هندو در هزاره اول پیش از میلاد، زمانی که بودیسم توسط گوتاما بودا تأسیس شد و جینیسم توسط پرشواناتا دوباره سازماندهی شد، فلسفه چارواکا به خوبی مستند شده بود و هر دو دین با آن مخالفت کردند. بسیاری از ادبیات اولیه چارواکا، سوتراهای بارهاسپاتیا، یا به دلیل کاهش محبوبیت یا دلایل ناشناخته دیگر از بین رفتند. آموزه‌های آن از ادبیات ثانویه تاریخی مانند آنهایی که در شستراها، سوتراها، و شعر حماسی هندی و همچنین در گفتگوهای گوتاما بودا و ادبیات جین یافت می‌شود، گردآوری شده‌است. با این حال، متنی وجود دارد که ممکن است متعلق به سنت چارواکا باشد، نوشته فیلسوف شکاک جایاراشی بهاتتا، معروف به Tattvôpaplava-siṁha، که اطلاعاتی دربارهٔ این مکتب، هرچند غیرمتعارف، ارائه می‌دهد.
یکی از اصول مورد مطالعه گسترده فلسفه چارواکا، رد استنتاج به عنوان وسیله ای برای ایجاد دانش معتبر، جهانی و حقایق متافیزیکی بود. به عبارت دیگر، معرفت‌شناسی چارواکا بیان می‌کند که هرگاه از مجموعه ای از مشاهدات یا حقایق، حقیقتی استنباط شود، باید شک را تصدیق کرد. دانش استنباط شده مشروط است.

### فلسفه جین
فلسفه جین قدیمی‌ترین فلسفه هندی است که جسم (ماده) را از روح (آگاهی) به‌طور کامل جدا می‌کند. جینیسم پس از اینکه ماهاویرا، آخرین و بیست و چهارمین پیشوا (تیرتانکارا)، احیا شده، مجدداً تأسیس شد. به گفته دونداس، خارج از سنت جین، مورخان ماهاویرا را تقریباً همزمان با بودا در قرن پنجم پیش از میلاد می‌دانند، و بر این اساس، پارشواناتای تاریخی را بر اساس قرن بیستم می‌دانند. فاصله ۲۵۰ ساله، در قرن ۸ یا ۷ قبل از میلاد قرار دارد.
جینیسم یک دین شرامانی است و اقتدار وداها را رد می‌کند. با این حال، مانند همه ادیان هندی، مفاهیم اصلی مانند کارما، زندگی اخلاقی، تولد دوباره، سامسارا و موکشا را به اشتراک می‌گذارد. جینیسم تأکید زیادی بر زهد، آهیمسا (عدم خشونت) و آنکانتوادا (نسبیت دیدگاه‌ها) به عنوان ابزاری برای آزادی معنوی دارد، عقایدی که بر دیگر مکاتب هندی مؤثر بوده‌است. جینیسم به شدت از ماهیت فردگرایانه روح و مسئولیت شخصی در قبال تصمیمات خود حمایت می‌کند. و اینکه خوداتکایی و تلاش‌های فردی به تنهایی مسئول رهایی فرد است. بر اساس فلسفه جین، جهان (Saṃsāra) پر از هیسا (خشونت) است؛ بنابراین، باید تمام تلاش خود را برای دستیابی به راتناترایا، یعنی سامیاک دارشان، سامیاک گنانا، و سامیاک چاریترا که لازمه‌های کلیدی برای رسیدن به رهایی هستند، معطوف کرد.

### فلسفه بودایی

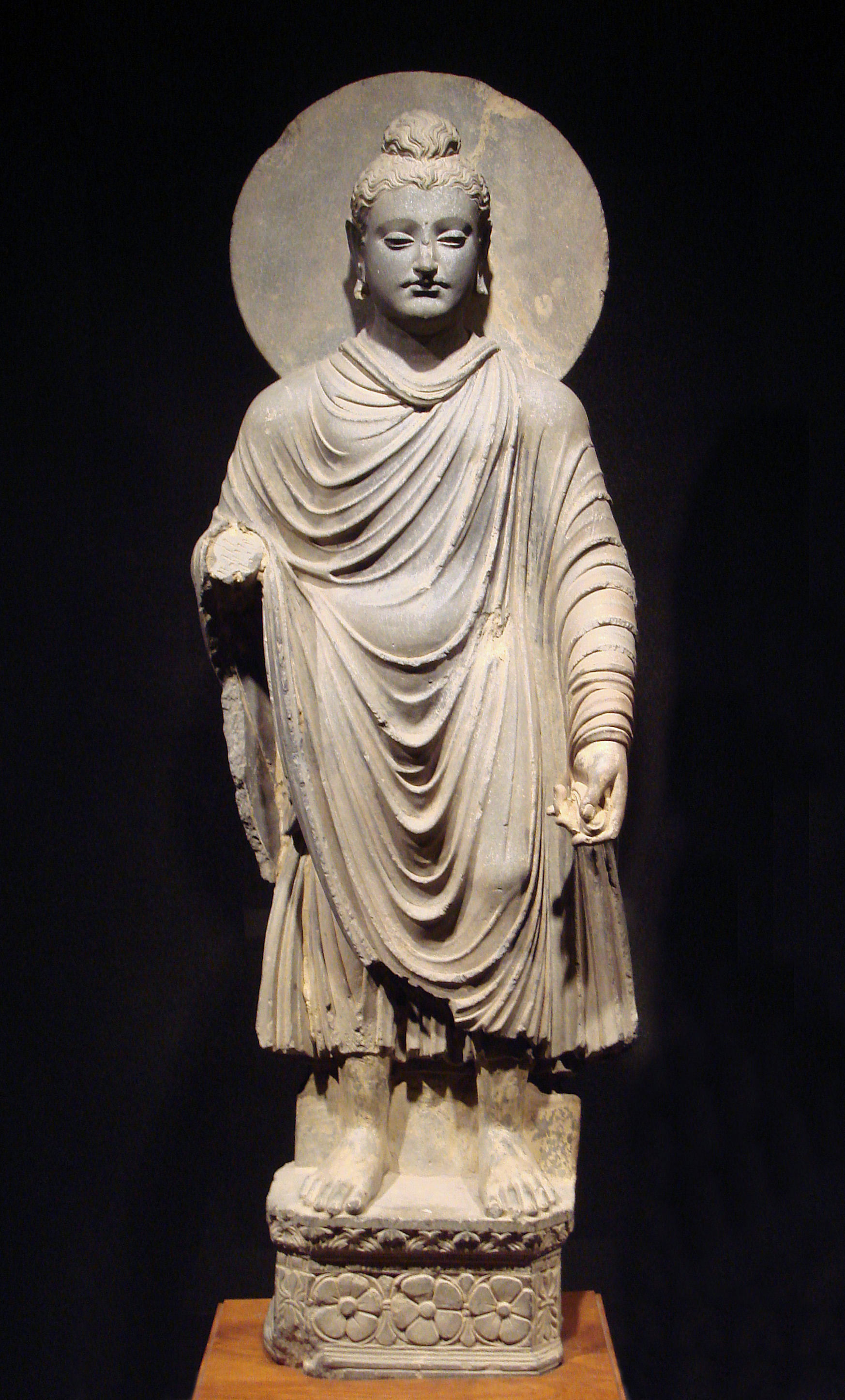
فلسفه بودایی مبتنی بر آموزه‌های بودا است.

فلسفه بودایی یک سیستم فکری است که با آموزه‌های سیذارتا گوتاما، بودا یا «بیدارشده» آغاز شد. بودیسم مبتنی بر عناصر جنبش شرامانی است که در نیمه اول هزاره اول پیش از میلاد شکوفا شد، اما پایه‌های آن حاوی ایده‌های بدیعی است که توسط سایر جنبش‌های شرامانا پذیرفته نشده‌است. پل ویلیامز بیان می‌کند که بودیسم و هندوئیسم متقابلاً بر یکدیگر تأثیر گذاشتند و مفاهیم مشترکی داشتند، اما اکنون شناسایی و توصیف این تأثیرات دشوار است. بودیسم مفاهیم ودایی برهمن (واقعیت نهایی) و آتمن (روح، خود) را در پایه فلسفه هندو رد کرد.
بودیسم دیدگاه‌های فلسفی بسیاری را با دیگر نظام‌های هندی به اشتراک می‌گذارد، مانند اعتقاد به کارما - رابطه علت و معلولی، سامسارا - ایده‌هایی دربارهٔ زندگی پس از مرگ و تولد دوباره، دارما - ایده‌هایی دربارهٔ اخلاق، وظایف و ارزش‌ها، ناپایداری همه چیزهای مادی و بدن، و امکان رهایی معنوی (نیروانا یا موکشا). یک انحراف عمده از فلسفه هندو و جین، طرد بودایی از روح ابدی (آتمان) به نفع آناتا (غیر خود) است. پس از مرگ بودا، چندین سیستم فلسفی رقیب به نام ابهیدارما به عنوان راه‌هایی برای نظام بخشیدن به فلسفه بودایی شروع به ظهور کردند. جنبش ماهایانا نیز به وجود آمد (حدود قرن اول پیش از میلاد به بعد) و شامل ایده‌ها و کتاب مقدس جدید بود.

### آجیویکا
فلسفه آجیویکا توسط مکخالی گوسالا پایه‌گذاری شد، این یک جنبش شرامانا و رقیب اصلی بودیسم اولیه و جینیسم بود. سازمان آجیویکا جوامع رهبانی گسسته‌ای را تشکیل می‌دادند که متمایل به سبک زندگی زاهدانه و ساده بودند.
متون مقدس اصلی مکتب فلسفی آجیویکا ممکن است زمانی وجود داشته باشد، اما در حال حاضر در دسترس نیست و احتمالاً گم شده‌است. نظریات آنها از ذکر آجیویکاها در منابع ثانویه ادبیات باستانی هند، به ویژه منابع جینیسم و بودیسم که به‌طور جدلی از آجیویکاها انتقاد می‌کردند، استخراج شده‌است. مکتب اجیویکا به دلیل دکترین خود دربارهٔ جبر مطلق (سرنوشت) شناخته می‌شود، این فرض که اراده آزاد وجود ندارد، هر آنچه اتفاق افتاده، اتفاق می‌افتد و خواهد افتاد کاملاً از پیش تعیین شده و تابعی از اصول کیهانی است. آجیویکا دکترین کارما را مغالطه می‌دانست. آجیویکاها ملحد بودند و اقتدار وداها را رد کردند، اما آنها معتقد بودند که در هر موجود زنده یک آتمان وجود دارد - مقدمه اصلی هندوئیسم و جینیسم.